# De lichten van Moskou

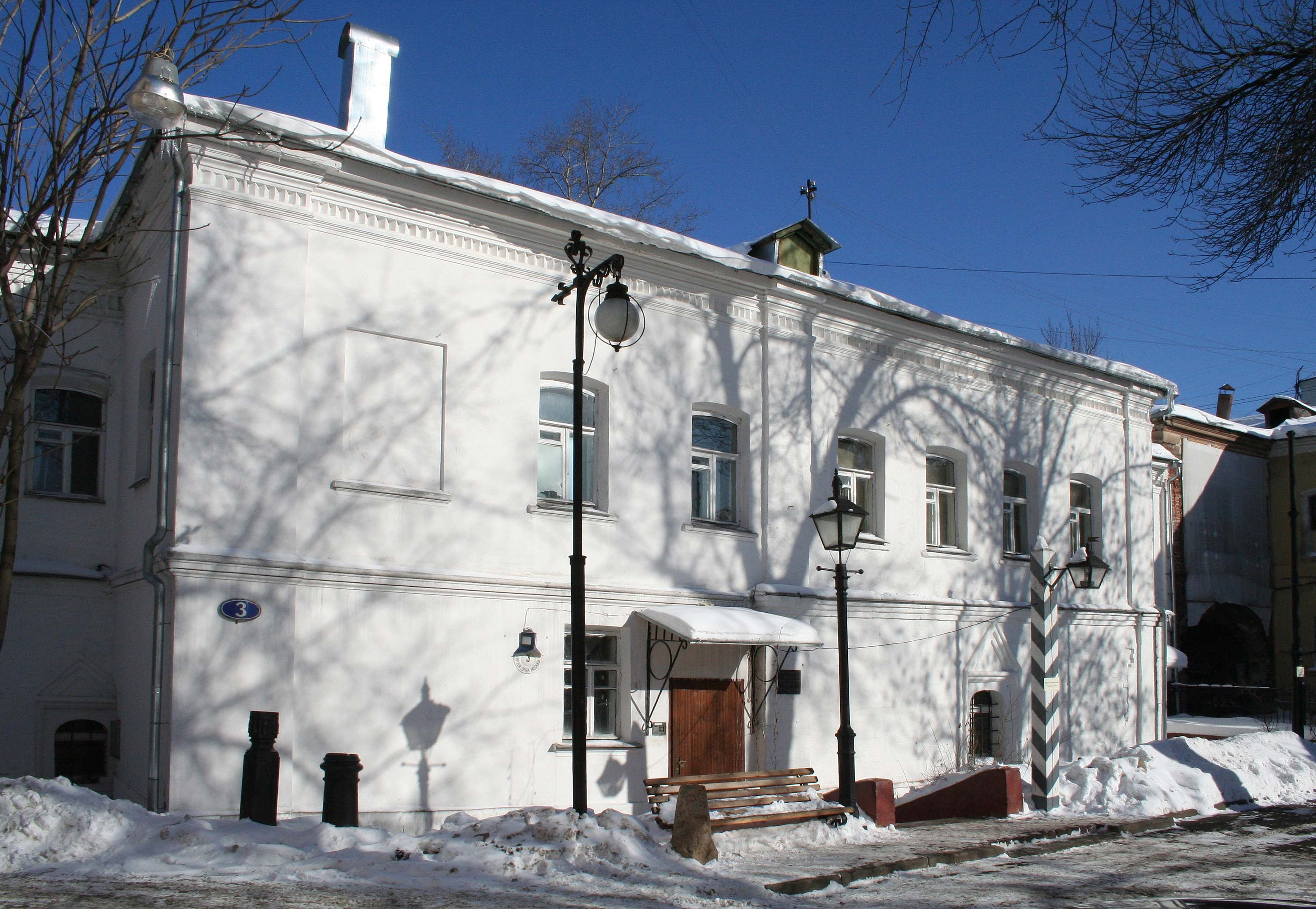
Het museum

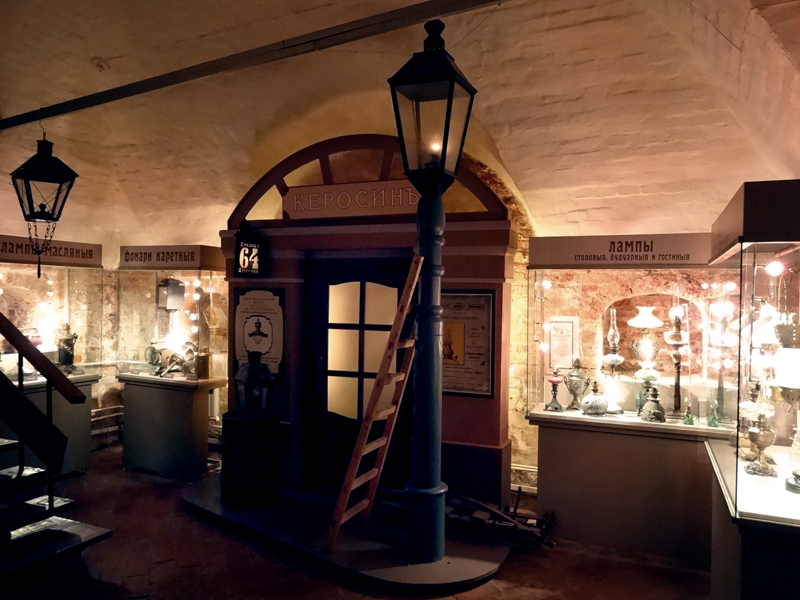
Een van de zalen

De lichten van Moskou (Russisch: Огни Москвы, Ogni Moskvy) is een museum van (stads)verlichting van Moskou. Het museum is gelegen in de Armjanski pereoelok (Армянский переулок, Armeens steegje) in het historische centrum van de stad. Het is gehuisvest in een historisch gebouw, een 17-eeuwse palaty (de term palaty duidt particuliere stenen gebouwen van voor de tijd van Peter de Grote aan). Het museum bestaat sinds 1980.
Het museum is gewijd aan de geschiedenis van de verlichtingstechnologie met nadruk op de stadsverlichting. Men vindt er allerlei verlichtingstoestellen van kaarsen en olielampen tot de elektrische verlichting. Daarnaast vindt men er een verzameling uurwerken en verschillende details die het straatbeeld uit vervlogen tijden evoceren, zoals straatnaamboordjes en dergelijke.

## Weblinks
- Officiële website (Russisch)